# Feritový magnet

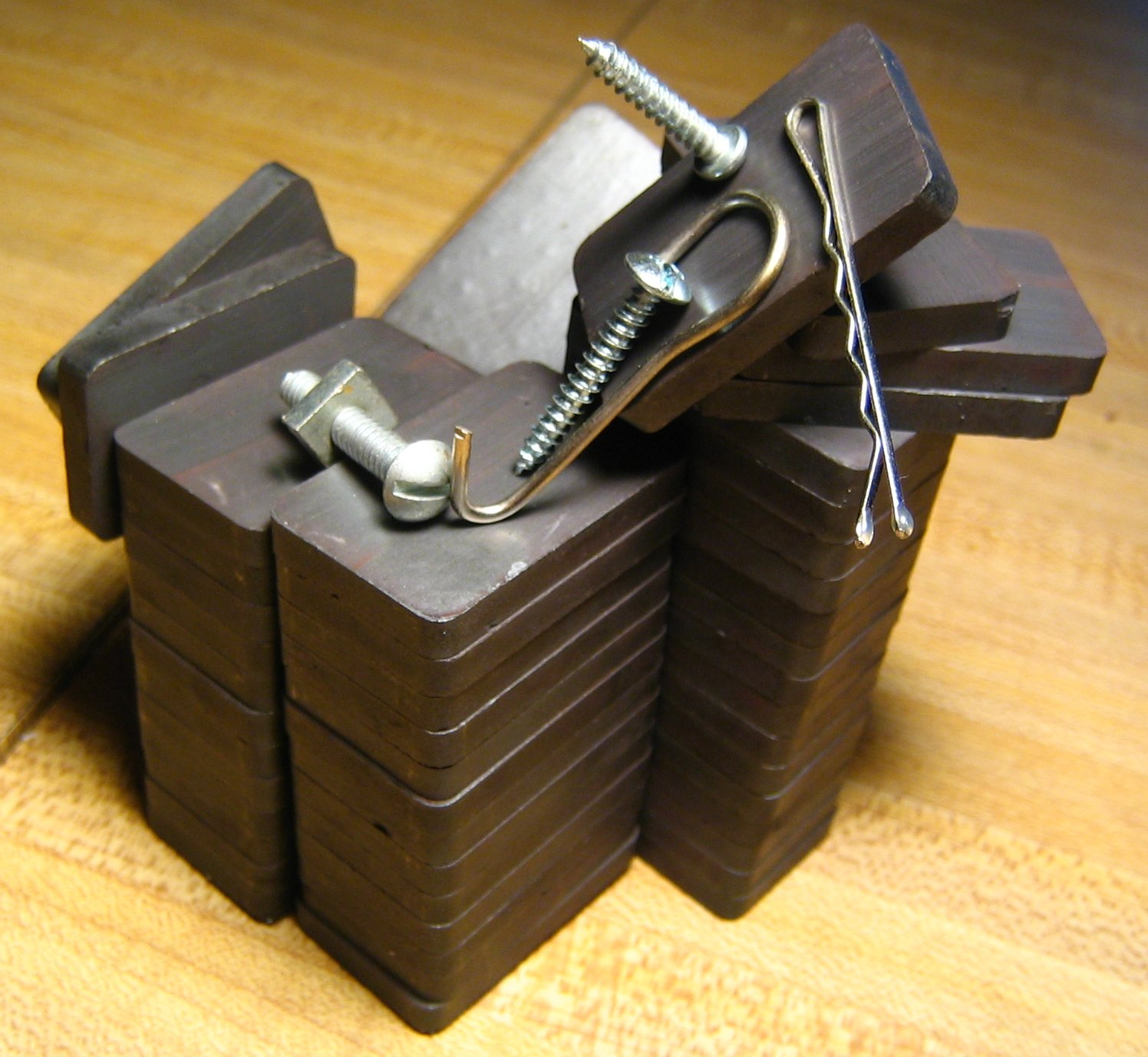
Feritové magnety

Feritový magnet je permanentní magnet vyrobený z keramických oxidů – feritů. Z tvrdých feritů se vyrábějí cenově nejpříznivější a celosvětově nejpoužívanější permanentní magnety. Jejich celosvětová spotřeba dosahuje ročně cca 300 000 tun a nadále stoupá. Kvalita i sortiment zaznamenávají rovněž neustálý pokrok. Výhodou feritů je nejnižší cena za kilogram a velký rozměrový i tvarový rozsah.

## Chemické vlastnosti
Kromě rozšířených barnatých feritů se stále více používají vysoce koercitivní strontnaté ferity. Feritové magnety se skládají z cca 86 % Fe2O3 a cca 14 % BaO nebo SrO (stechiometrický vzorec BaFe12O19 nebo SrFe12O19). Suroviny jsou dobře dosažitelné a cenově výhodné. Feritové permanentní magnety jsou odolné vůči mnohým chemikáliím, jako jsou ředidla, hydroxidy a slabé kyseliny. U silných organických a anorganických kyselin (šťavelové, sírové, chlorovodíkové a fluorovodíkové) je odolnost v podstatě určována teplotou, koncentrací a časem styku. V zásadě by měla být odolnost stanovena dlouhodobými pokusy.

## Mechanické vlastnosti
Na základě svého keramického charakteru jsou ferity křehké a citlivé na náraz a ohyb. Z důvodu jejich značné tvrdosti musí být ferity obráběny diamantovým nářadím.

### Přibližné hodnoty některých mechanických vlastností
- Tvrdost: 6÷7 Mohs
- Modul pružnosti: 150×103 N/mm2
- Pevnost v tlaku: 700 N/mm2
- Pevnost v tahu: 50 N/mm2
- Pevnost v ohybu: 55 N/mm2

## Teplotní závislosti magnetických vlastností magneticky tvrdých feritů
Teplotní zatížení izotropních a anizotropních magneticky tvrdých feritů způsobuje změny jejich magnetických vlastností. Teplotní závislost koercitivní intenzity magnetického pole probíhá u magneticky tvrdých feritů a permanentních magnetů ze vzácných zemin opačně. Při vzrůstající teplotě klesá remanence u magneticky tvrdých feritů o 0,2 % na kelvin a koercitivní intenzity magnetického pole vzrůstá současně o 0,3 % na kelvin. Při klesající teplotě stoupá remanence a klesá koercitivní síla pole stejnou měrou. To má za následek, že magnety a magnetické systémy s nízko položeným pracovním bodem mohou utrpět trvalou ztrátu magnetování, pokud jsou vystaveny nižším teplotám.

## Výroba feritových permanentních magnetů

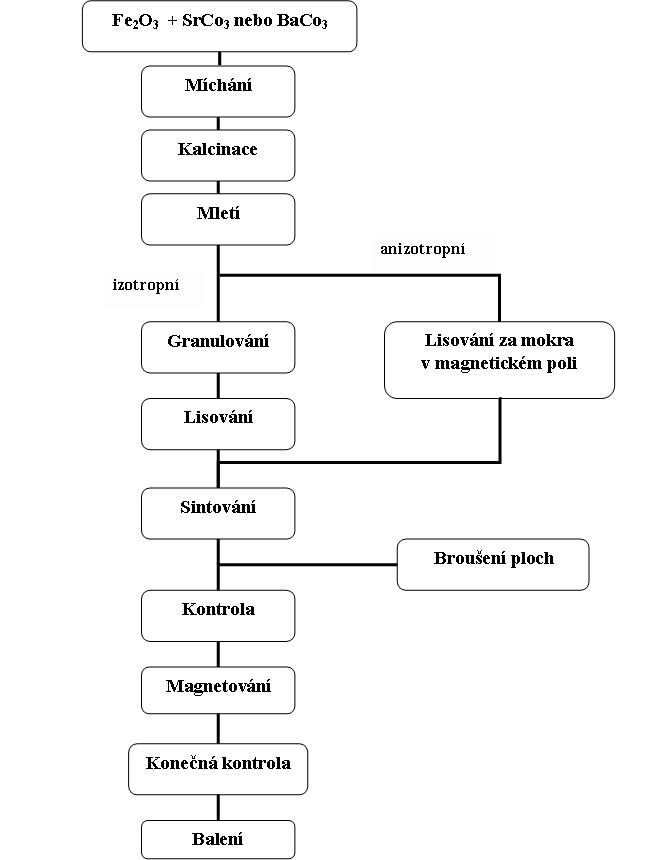
Blokové schéma výrobního procesu feritových magnetů

Základními surovinami pro výrobu magneticky měkkých feritů jsou oxid železitý (Fe2O3) a uhličitany barya (BaCO3) nebo stroncia (SrCO3). Uvedené suroviny se mísí v poměru asi 80 % Fe2O3 a asi 20 % BaCO3 nebo SrCO3 a z této směsi kalcinací za vysokých teplot vzniká hexaferit. Potom následuje lisování do požadovaných tvarů buď za sucha (ve formě prášku s pojivem) a nebo ve formě vodné suspenze. Anizotropní permanentní magnety se lisují v magnetickém poli. Konečný tvar a pevnost dostávají permanentní magnety výpalem (sintrováním) při teplotách přes 1200 °C. Potom jsou dle potřeby magnetovány a po konečné kontrole expedovány. Na obrázku je znázorněno pořadí nejdůležitějších operací při výrobě magnetů z magneticky tvrdých feritů.

## Použití
Feritové magnety mají velmi široké možnosti použití. Uplatňují se jako přídržné magnety v průmyslovém, kancelářském i domácím provedení. Montují se do elektromotorů a generátorů, jsou součástí magnetických spojek a brzd. Používají se například při výrobě hraček, slouží jako senzory polohy a otáčení, jako spínače a nejčastěji jsou využity v reproduktorech.

## Výhody
- nízká cena
- nízká specifická váha
- dielektrické vlastnosti
- vysoká odolnost vůči korozi
- umožňují stavbu systému s velkou nemagnetickou mezerou

### Technologické možnosti
- výroba anizotropních malých magnetů lisováním za sucha
- velkosériová výroba segmentových magnetů pro elektromotory
- výroba magnetů s izotropní, axiální a radiální texturou